# تنژری

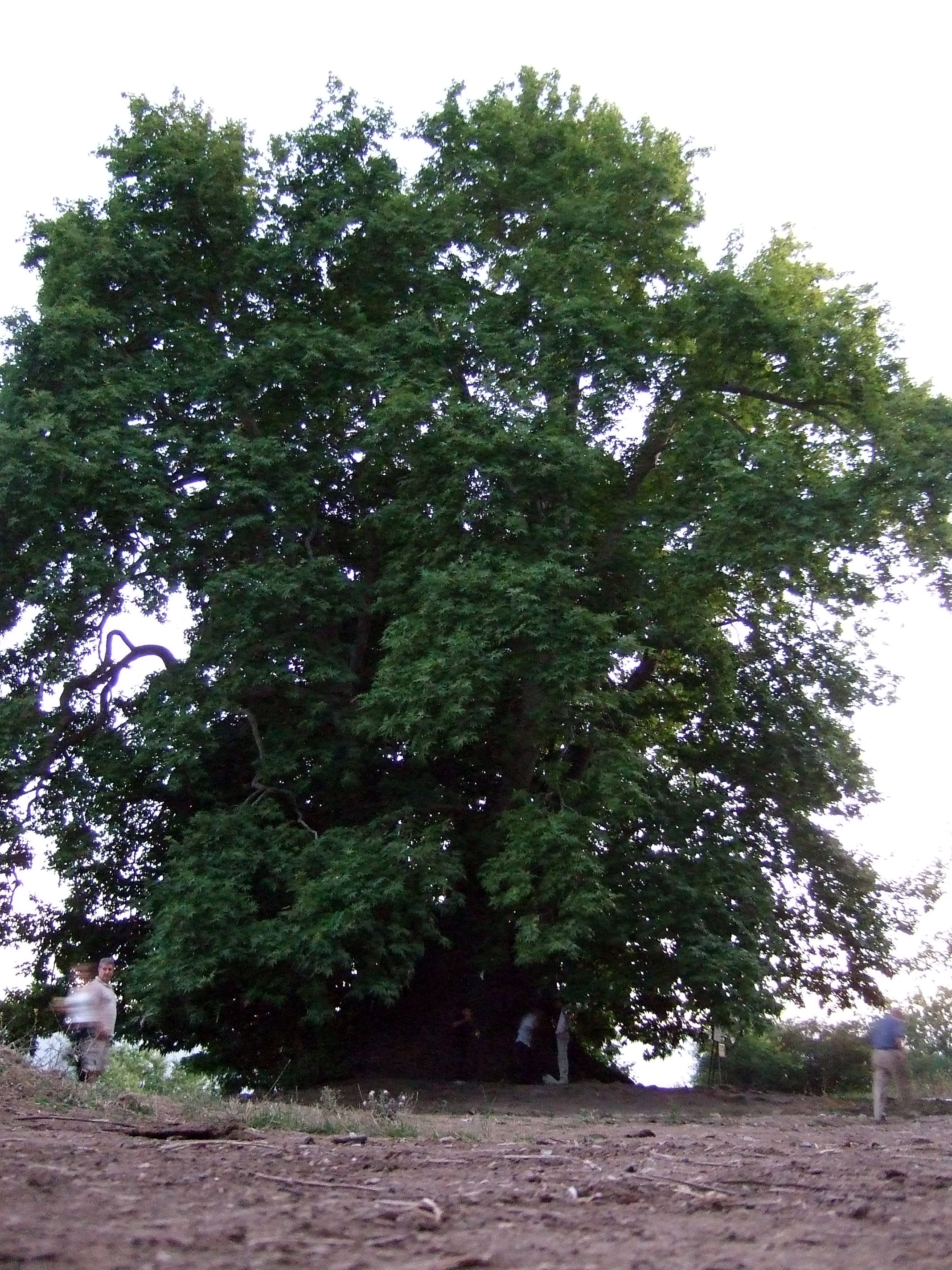
تنژری در تابستان.

تنژری (ارمنی: Տնջրի) که در گویش آرتساخی به معنی درخت کاج است نام درختی است ۲۰۳۳ ساله در نزدیکی روستای سختوراشن در استان مارتونی جمهوری جعلی آرتساخ.
درون این درخت یک فضای توخالی به مساحت ۴۴ متر مربع وجود دارد و در واقع بیش از۱۰۰ نفر می‌توانند در کنار هم درون تنه این درخت بایستند. ارتفاع این درخت نیز ۵۴ متر است که معادل بلندای یک ساختمان ۱۸ طبقه است. اندازه درخت سختوراشن حتی از درختان روستای کوس در دریای اژه و همچنین از درختان دره فیروزه در عشق‌آباد بزرگتر است.